# 18845 Cichocki
18845 Cichocki este un asteroid din centura principală de asteroizi.

## Descriere
18845 Cichocki este un asteroid din centura principală de asteroizi. A fost descoperit pe 7 septembrie 1999 la Črni Vrh de H. Mikuz. El prezintă o orbită caracterizată de o semiaxă mare de 2,64 ua, o excentricitate de 0,12 și o înclinație de 12,6° în raport cu ecliptica.